# Toaleta Diany
Toaleta Diany (niderl. Diana en haar Nimfen) – obraz Jana Vermeera datowany na lata 1654–1656. Obraz jest sygnowany – sygnatura znajduje się w lewym dolnym rogu, na skale.

## Historia
Toaleta Diany uznawana jest za jedno z dwóch, obok Chrystusa w domu Marii i Marty, młodzieńczych dzieł malarza. Oba, jako jedyne w całym dorobku Vermeera, podejmują najwyżej cenioną w tych czasach tematykę historyczną, do której zaliczano także sceny biblijne i mitologiczne. Obraz powstał wkrótce po przyjęciu Vermeera do gildii (cechu) św. Łukasza w Delft. Być może poprzez ten obraz chciał udowodnić, że jest godny miana malarza.
Obraz obecnie jest własnością muzeum Mauritshuis w Hadze, dla którego został zakupiony przez państwo holenderskie w 1876 roku jako obraz Nicolaesa Maesa (1634-1693). Podczas restauracji obrazu pod rzekomą sygnaturą Maesa (NM) odkryto niewyraźną sygnaturę, przypominającą J Meer. W efekcie obraz przypisano Janowi Vermeerowi van Urtrecht, a z czasem Janowi Vermeerowi van Delft. Obecnie większość badaczy przychyla się do atrybucji Toalety Diany Vermeerowi van Delft, ale pojawiają się także odmienne hipotezy, m.in. próba przypisania tego dzieła przez P.T.A. Swillensa ojcu Vermeera.

## Inspiracje

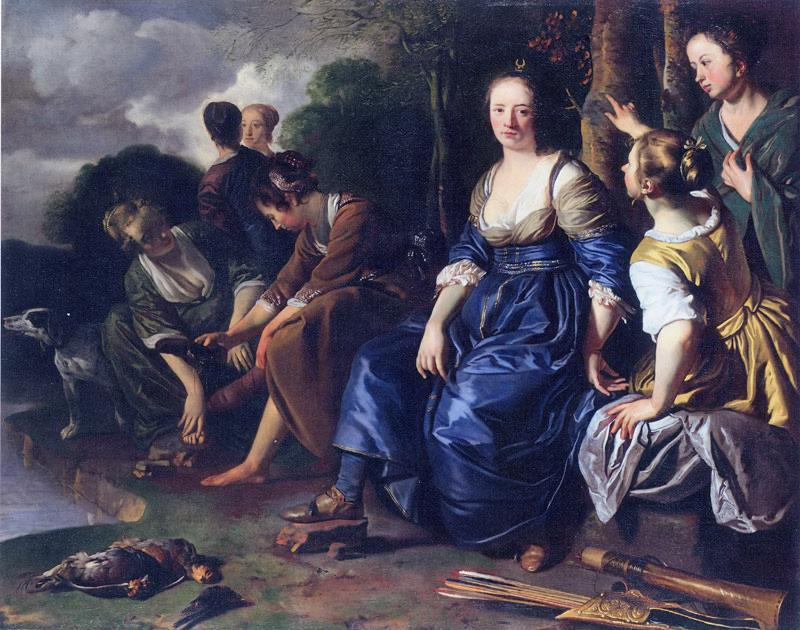
Jacob van Loo, Toaleta Diany (Diana z nimfami), 1648

W obrazie widoczne są wyraźne wpływy sztuki włoskiej, co jednak nie oznacza, że Vermeer odwiedził Włochy. Mógł się z nią zetknąć w Holandii. Niewykluczona jest także inspiracja obrazem holenderskiego malarza Jacoba van Loo Toaleta Diany z 1648 roku. Jak stwierdza Norbert Schneider, obraz Vermeera nie jest pozbawiony uchybień i wyraźna jest różnica (na niekorzyść Vermeera) między dziełem jego a Van Loo. Pisze, że Toaleta Diany pędzla Vermeera zdaje się być niezdarna i prowincjonalna, co może w efekcie wywoływać pewne wątpliwości co do atrybucji.
Natomiast temat obrazu Vermeer zaczerpnął z Metamorfoz Owidiusza.

## Diana i jej towarzyszki
Vermeer przedstawił pięć kobiet: boginię Dianę i jej towarzyszki, nimfy, odpoczywające po polowaniu. Na ziemi siedzi jedna z nimf, która obmywa stopy siedzącej na kamieniu bogini. Obok bogini siedzą dwie inne nimfy, a z prawej stoi jeszcze jedna. W tle widoczne są drzewa i fragment nieba. Zapadający zmrok pogrąża postaci w ciemności.
Kompozycja obrazu jest porównywalna do kompozycji Chrystusa w domu Marii i Marty – w obu występuje schemat dwóch postaci, siedzących na różnych wysokościach oraz postaci stojącej, która się im przypatruje.